# Herrenhaus Correns
Das Herrenhaus Correns, heute zumeist Siemensvilla genannt, ist eine in den 1910er Jahren erbaute Villa in Berlin. Das Baudenkmal steht an der Ecke Calandrelli-/Gärtnerstraße im heutigen Ortsteil Lankwitz des Bezirks Steglitz-Zehlendorf von Berlin.
Das Herrenhaus entstand nach den Plänen von Fritz Freymüller für den Unternehmer Friedrich Christian Correns im historischen Rosenthalschen Villenviertel (heute: Komponistenviertel) der Gartenstadt Lankwitz.
Es verfügt über rund 80 Zimmer auf 3.700 m². Die Kellerräume umfassen eine Fläche von rund 1.000 m². Zum Anwesen gehören ein Konzertsaal mit 400 Plätzen, Nebengebäude wie das Pförtnerhaus und eine rund 27.000 m² große Parkanlage, die als Gartendenkmal geschützt ist.

## Lage
Die Villa trägt die Adresse Calandrellistraße 7 und befindet sich im nordwestlichen Lankwitz, dem heutigen Komponistenviertel (zur Bauzeit IV. Bezirk), angrenzend an das historische Villenviertel in Lichterfelde Ost. Die Straßen des Komponistenviertels tragen Namen von Musikern und anderen Künstlern, beispielsweise Beethoven, Mozart und Calandrelli.

## Geschichte
Im Auftrag des Direktors der Accumulatoren Fabrik Aktiengesellschaft (später umbenannt in VARTA und BAE), Friedrich Christian Correns, entwarf Gemeindebaurat Fritz Freymüller das herrschaftliche Wohnhaus, dessen Bau im Stil des Historismus zwischen 1912 und 1919 errichtet wurde. Für Pförtnerhaus, Gärtnerhaus und die Einfriedung lieferte der Architekt Albert Denzel die Baupläne. Correns ließ im Salon eine Walcker-Orgel einbauen. Nach dem Tod von Correns verkaufte seine Witwe das Herrenhaus 1925 an Werner Ferdinand von Siemens (1885–1937). Bis zu dessen Ableben blieb es im Besitz der Familie von Siemens und wird inzwischen auch als Siemensvilla bezeichnet.
Werner Ferdinand von Siemens, von 1919 bis 1920 einer der drei Vorstände der Siemens & Halske AG, ein Musikfreund und Mäzen, ließ 1928/1929 von Gustav Clemens einen Musiksaal anbauen, in dem er manchmal auch selbst dirigierte. Dorthinein kam eine neue Orgel der Rudolph Wurlitzer Company (mit zwei Manualen und acht Registern), die Siemens später dem Berliner Ufa-Palast-Kino verkaufte. Er hatte sich 1929 eine wesentlich größere Orgel (vier Manuale und 15 Register) installieren lassen. Sein Sohn Peter von Siemens, der später Firmenchef und Dirigent wurde, wuchs hier auf. Zum 2. Februar 1943 ging die Villa und damit auch die Wurlitzer-Orgel in den Besitz des Deutschen Reiches über.  Seit 1982 steht die große Orgel als Geschenk der Bundesrepublik im Berliner Musikinstrumentenmuseum. Sie wurde restauriert und ist spielfähig.
Die unmittelbare Umgebung der Villa wurde im Zweiten Weltkrieg durch Luftangriffe der Alliierten schwer zerstört. Weitere Zerstörungen der historischen Bebauung folgten in der Nachkriegszeit. Anstelle der Kriegsruinen wurden Mehrfamilien-Miethäuser gebaut, gegen die die Villa als Einzelobjekt heraussticht.
Im November 2015 war das Herrenhaus Correns Denkmal des Monats des Bezirks Steglitz-Zehlendorf.

## Weitere Beschreibung und Nutzung
Der Musiksaal in der Villa ist vor allem in der klassischen Musik für seine Akustik bekannt. Hier werden regelmäßig Tonaufnahmen umgesetzt.
Von 1941 bis 1976 war die Villa Sitz des Ibero-Amerikanischen Instituts (Deutsche Zentralbibliothek für Ibero-Amerika). Bis 2010 war die Villa Sitz des nach Leipzig verlegten Deutschen Musikarchivs der Nationalbibliothek. Im Oktober 2010 erwarb der Geschäftsmann Stefan Peter das Anwesen im Bieterverfahren vom Bund.
Das Bezirksamt hatte im Jahr 2011 ein Projekt angedacht, nach welchem in der Villa eine Privatklinik entstehen sollte. Das kam aber nicht zustande. Stattdessen sind im September 2012 die BSP Business School Berlin Potsdam und die MSB Medical School Berlin als Mieter eingezogen.

## Der Park
Den Garten der Villa hatte der Gartenarchitekt Carl Rimann entworfen, der auch den Gemeindepark Lankwitz plante. Der rund 27.000 m² große Park steht heute – ebenso wie das Gebäude – unter Denkmalschutz. Der ursprünglich vorhandene Brunnen ist zugeschüttet, ein kleineres zweites Brunnenbecken ist erhalten. Ein Gartenpavillon, der zunächst als Teepavillon gedacht war und später als Musikpavillon diente, ist ebenfalls erhalten.